# 动拖比
动拖比是铁路专业术语，也就是所謂的M/T比。指一列固定編組的列車中，動力車與無動力車的比例，類似齒輪比的道理。在鐵路界中，動拖比表示了列車的性能外，也反應了其效率及能源效益，是衡量列车性能的重要指标。
動拖比的計算方法為：動力車數量÷拖車數量（無動力的車廂）= M/T比。當動拖比高時，編組中動力車數量多、加速性能強、性能效率良好，越能使用於需頻繁加減速以及爬坡的路段。當然，消耗資源也高，較為耗能，也增加採購與操作保養成本。動拖比低時即相反。
以台鐵為例，台鐵的第一代電聯車EMU100的M/T比為0.25（一拖四），過低且暴露出過多性能上的缺點，此後便改為2.0（動力車數量=拖車數量的2倍）或平均的1.0（動力車數量=拖車數量）。
而部分列車為對應特殊用途，甚至採用全動力車（M/T比＝∞）的設計，例如西日本旅客鐵道500系、N700系7000番台、中国国铁CRH380AM，但上述車種也存在明顯較高的耗電量的的弱點。
動拖比的大小比例，形成了弱分散式动车组和强分散式动车组等等的分野。2010年後，JR西日本在追求强分散、降低耗電、保持編組靈活度之下，廣泛在新製的直流電車上採用全車0.5M（所有車廂均採一半的車軸有動力）編組模式，使車廂數無論多少都保持1.0的動拖比。